# Orgy of the Dead
Orgy of the Dead è un film horror erotico del 1965 diretto da Stephen C. Apostolof sotto lo pseudonimo di A. C. Stephen. La sceneggiatura fu scritta dal regista  Ed Wood, che poi l'adattò in un romanzo.
Il film appartiene al genere denominato in inglese nudie cuties, film narrativi che mostrano nudità femminili, evoluzioni di film precedenti che presentavano spettacoli di striptease e burlesque, talvolta all'interno di una  cornice narrativa.

## Trama
Due forzuti ai vestiti succinti aprono le porte di una cripta che contiene una bara; rimosso il coperchio di questa, il suo occupante, Criswell, ne esce e si mette a narrare una storia.
Mentre percorrono in automobile una strada deserta della California, Bob e la sua fidanzata Shirley discutono sulla decisione di passare la notte a cercare un cimitero. Bob è uno scrittore di storie dell'orrore che spera che la visita notturna a un cimitero lo faccia ispirare.  La conversazione ha termine quando l'auto esce accidentalmente di strada e finisce in un burrone.
In un cimitero avvolto dalla nebbia, Criswell (nei panni dell'Imperatore della Notte) siede su un altare di marmo ed evoca la sua "principessa della notte", un ghul dall'aspetto di una donna vestita di nero, che appare e gli s'inchina. Se lo spettacolo propinato da questa non sarà di suo gradimento, condannerà le anime delle intrattenitrici alla dannazione eterna, com'è nei suoi poteri.
La donna ghul fa entrare la prima danzatrice della notte, un'indiana d'America che amava il fuoco e che morì tra le fiamme col suo amante: essa balla e si spoglia davanti al fuoco acceso nel cimitero. Entra poi la seconda danzatrice, che in vita era una peripatetica. Durante la danza, Bob e Shirley s'intrufolano nel cimitero e osservano da lontano.
Viene convocata la terza danzatrice, una donna che adorava l'oro. Durante la sua danza, l'imperatore dice ai suoi servitori di ricompensarla con l'oro, cosa che si rivela presto una punizione, poiché la donna viene immersa in un calderone d'oro liquefatto, da cui esce trasformata in una statua dorata che viene poi trasportata nella cripta.
Compaiono poi un lupo mannaro e una mummia, che catturano la coppietta. Come ordinato dall'imperatore, gli intrusi vengono legati e costretti ad assistere alle danze. La donna ghul introduce quindi una donna in un costume leopardato, che mentre danza viene sferzata da un servo con la frusta.
L'imperatore chiede poi di frustare una giovane schiava per farlo divertire; dopo la tortura, questa si libera e diventa la quinta danzatrice. La donna ghul sembra poi essere attratta da Shirley, ed è sul punto di trafiggerla con un coltello ma viene fermata dall'imperatore, al quale, riluttante, obbedisce.
L'imperatore rimane perplesso quando, nel momento successivo, si ritrova tra le mani un teschio umano. La donna ghul spiega che simboleggia la sesta danzatrice, che amava le corride  e i toreri: la donna, di etnia ispanica, danzava in occasione della loro morte, ed ora deve danzare per la propria. La settima danzatrice è vestita con un costume polinesiano: è un'adoratrice di serpenti, fumo e fiamme ed è accompagnata da un serpente a sonagli.
L'imperatore si dice poi annoiato e chiede un intrattenimento più "insolito", al che la donna ghul gli fa notare che la notte è vicina alla conclusione, e che spariranno tutti al primo raggio di sole; si mettono poi a discutere della sorte di Shirley, finché non entra  l'ottava danzatrice, una donna che uccise il marito nella prima notte di nozze, e che danza con lo scheletro del suo sposo. La donna ghul reclama ancora di poter disporre di Shirley, cosa che spinge Criswell a ribadire la propria autorità.
La nona danzatrice era una zombie anche da viva e ne conserva l'apparenza nella morte. La decima e ultima danzatrice è presentata come una che è morta per le piume, i tessuti e le pellicce, e comincia la sua danza in vestiti che rispecchiano il suo stile. Quando termina l'ultima danza l'imperatore offre infine Shirley alla donna ghul, che per la gioia si mette a danzare, ma viene sorpresa dall'alba; l'imperatore e tutte le creature non morte sono ridotte a mucchietti d'ossa. Bob e Shirley si svegliano sul luogo dell'incidente, circondati dai paramedici, cosa che suggerisce che si sia trattato di un sogno. Criswell si congeda dagli spettatori.

## Produzione
Apostolof fu attratto dal progetto perché il film era "relativamente molto economico" da produrre e dirigere.
Il prologo del film nel cimitero è stato ricreato dalla scena iniziale dell'allora inedito film di Wood La notte degli spettri (Night of the ghuls), del 1958. In origine, Wood aveva dato al copione il titolo  Night of the ghuls, poiché non si aspettava che il suo film del 1958 venisse mai distribuito. Il film aveva anche un titolo di lavorazione, ghulies.
Il ruolo di Shirley fu affidato all'attrice Pat Barrington (accreditata come Pat Barringer), nota per ruoli di sexploitation . L'imperatore della notte fu interpretato da Criswell, noto per Plan 9 from Outer Space, che riprese il ruolo che aveva nel film precedente, e che fu ingaggiato grazie all'azione di persuasione operata da Wood su Apostolof.
La maggior parte del metraggio del film è occupata dalle dieci performance di striptease da parte di ballerine in topless of this movie. Vi compaiono anche, con aspetto simile a quello che avevano nei film precedenti a loro intitolati, l'Uomo Lupo (con una maschera molto evidente, tanto che sotto il bordo inferiore si vede il collo dell'attore) e la Mummia, per allentare la tensione. La Barrington interpreta anche la bionda "ragazza d'oro" (ispirata da Shirley Eaton in Agente 007 - Missione Goldfinger) mentre il suo personaggio "Shirley" la vede esibirsi. Le danze sono state descritte come "imbrazzanti" e "legnose", impressione probabilmente esacerbata dal fatto che Apostolof licenziò il coreografo durante le riprese.
Il ruolo della consorte non morta di Criswell, la donna ghul, fu presumibilmente pensato per Maila Nurmi, nota anche come Vampira, ma fu invece assegnato a Fawn Silver, che indossò una vaporosa parrucca nera. La donna ghul ha una "cerea pelle bianca", con unghie rosse e rossetto. Il suo vestito nero suggerisce che si tratti di un abito da lutto.
Wood ebbe il ruolo di sceneggiatore, manager di produzione, selezionatore del cast, e persino di gobbo, benché non ne sia stato il regista. Apostolof lo pagò 400 dollari per la sceneggiatura. Sono presenti vari errori tipici dei lavori in cui fu coinvolto Wood, come effetti notte scadenti, scarsa integrazione dei filmati di repertorio, scenografie evidentemente fasulle e dialoghi assurdi (per esempio, a un certo punto Criswell dichiara che qualcosa è "più di un fatto" ("more than a fact").
Si riporta anche che Wood abbia sottratto del denaro dal budget del film per acquistare alcolici per sé. Apostolof fece successivamente notare nelle interviste che durante la produzione Wood beveva a tal punto da essere quasi inconsapevole di se stesso, con gli occhi girati all'insù. Il cameraman Bob Caramico disse che Wood "viveva alla giornata" e consigliò a John Andrews, amico di Wood, di stargli alla larga. Ciò rpovocò una rottura tra Apostolof e Wood, che non collaborarono più fino al 1972.

## Distribuzione
Il film uscì in patria il 1º giugno 1965.
Non fu doppiato in italiano né distribuito nelle sale in Italia; è stato reso disponibile per lo streaming in versione sottotitolata dalla piattaforma MUBI.

## Critica
I giornalisti cinematografici Andrew J. Rausch e Charles E. Pratt descrivono l'intenzione erotica del film come infantile, con un'attenzione puerile sulle tette penzolanti. Scrivono che lo spettatore "deve solo stare seduto con stupore, e chiedersi come'è possibile che una cosa del genere sia potuta uscire dalla mente di un uomo adulto".
TV Guide criticò le "noiose" performance di spogliarello del film e le musiche, ma riconobbe ai dialoghi di Wood di essere "impagabili".
Il critico Mark Deming di Allmovie dichiarò che il film "si muove come la melassa in una fredda mattina", e che Orgy of the Dead "è il raro caso di un film che sarebbe migliorato se Ed Wood l'avesse diretto".